# Liga Etrusca

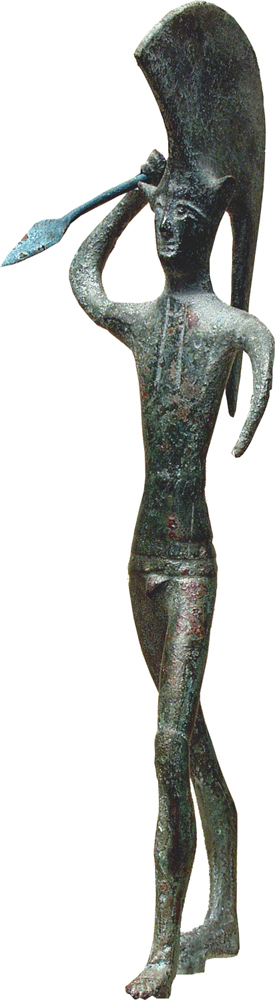
Estatueta representando guerreiro etrusco, provavelmente um ex-voto dedicado a Laran, deus da guerra. Bronze, século V a.C.

A Liga Etrusca ou Federação Etrusca foi uma suposta federação estabelecida entre as cidades-Estado etruscas.
Não sobrevive nenhum registro etrusco que ateste a formação ou atividade desta aliança, e tudo o que se sabe dela vem de escritores romanos, que deixaram várias passagens alusivas. Esses escritores antigos têm sido às vezes criticados por erros factuais, exageros e parcialidades, e têm sido interpretados muito variavelmente na contemporaneidade, até mesmo questiona-se a existência de uma liga institucionalizada, embora a expressão "Liga Etrusca" ou "Federação Etrusca" tenha se consagrado na literatura. Para complicar, a língua etrusca ainda é pouco entendida, resultando que haja muita dificuldade em ter-se certeza sobre qualquer coisa a respeito dos etruscos. Segundo os romanos, a Liga tradicionalmente era composta de doze (em algumas fontes, quinze) das mais importantes cidades-Estado etruscas, mas essa composição não é conhecida integralmente, e se existiu é provável que ela tenha mudado várias vezes. Os primeiros registros sobre a Liga aparecem em 434 a.C., em uma fase em que já estava avançada a organização urbana, social e política da Etrúria.
Essa organização mudou significativamente ao longo do tempo, desde que os etruscos surgiram entre c. 1 100 e 900 a.C. como uma coletividade de aldeias agrárias e mineradoras de sociedade tribal até se imporem na região central da península Itálica como um conjunto de cidades-Estado ricas e poderosas que eram independentes entre si, mas compartilhavam uma mesma cultura geral e a mesma língua e religião. As cidades, formadas a partir do século VIII a.C., foram governadas inicialmente por uma aristocracia, de onde saía um rei, zilath, que aparentemente acumulava as funções de chefe de Estado, chefe de Governo, comandante das forças armadas e provavelmente sacerdote. Seus símbolos de autoridade, um manto púrpura, uma coroa de ouro, um trono de marfim e um fascio carregado por lictores, serviram de modelo para os romanos. Entre os séculos VI e V a.C. a aristocracia começou a contestar o poder absoluto dos reis, e formou-se uma classe média que passou a competir com os aristocratas no controle da política e do exército. As monarquias eventualmente foram extintas, e na fase republicana o poder foi redistribuído entre a elite, formando-se magistraturas colegiadas. O cargo de zilath perdeu poder, passando a ser apenas um primus inter pares, de mandato eletivo e temporário; os romanos o comparavam ao seu pretorado. Porém, o significado e atribuições dos títulos etruscos são controversos, e a equivalência com os títulos romanos é igualmente incerta.
Um relato de Tito Lívio refere a Liga como uma federação (foedus) ou conselho (concilium), termos que naquela época significavam uma aliança mais ou menos frouxa e temporária, mas formou-se uma imagem semi-lendária de uma aliança forte e estável, oficializada, que estabelecia diretrizes gerais para todos os etruscos em assuntos religiosos, econômicos, militares e políticos, quase aproximando-se do conceito de uma nação. Os reis ou representantes das cidades alegadamente se encontravam uma vez por ano, e elegiam um rei ou líder pan-etrusco com mandato anual. A reunião se realizava num grande santuário dedicado ao deus Voltumna. Paralelamente acontecia um festival que atraía multidões e incluía jogos atléticos, representações de teatro e celebrações religiosas, bem como ensejava-se a formação de uma grande feira comercial. Algumas inscrições do século V a.C. parecem falar de uma luta pelo poder entre as cidades pelo controle da Liga, o que atestaria sua existência, mas essas inscrições também têm tradução disputada.
Parte da mitificação da Liga pode ter acontecido por uma confusão de magistraturas. O título de zilath mechl rasnal tem sido traduzido como "rei" ou "pretor dos etruscos", e interpretado (controversamente) como uma evidência da existência da Liga sob o comando de um líder único. Depois da conquista romana, a Etrúria tornou-se província do Império, e as antigas cidades-Estado se tornaram sedes de distritos, governadas por magistrados romanos. Durante a era de Augusto constituiu a VII Região do Império. Durante a dinastia Júlio-Claudiana foi-lhes designado um edil, e na era de Adriano, um pretor foi responsabilizado pelos assuntos dos "15 Povos da Etrúria"; esses magistrados romanos tradicionalmente foram interpretados como equivalentes do zilath mechl rasnal, mas provavelmente estivessem mais envolvidos com atividades religiosas e espetáculos públicos do que temas políticos, judiciais ou militares, e podem ser interpretações romanas não muito exatas das magistraturas etruscas, criadas em parte, talvez, para satisfazer o fascínio e curiosidade de alguns imperadores pelos etruscos, como Cláudio, que escreveu um tratado em vinte volumes sobre eles (perdido), e Adriano, que tinha gostos arcaizantes e admirava sua cultura, mas também para acomodar antigas tradições das populações locais sob um novo governo. É possível ainda que houvesse várias categorias de zilath e o zilath mechl rasnal fosse um "rei dos etruscos", mas dos etruscos que habitavam apenas a sua cidade, cuja autoridade era reconhecida por outros zilath menores que administravam vilas e frações de seu território.

Território da civilização etrusca. No centro, em verde, a região de origem, com indicação das principais cidades, e em tom cinza a região sob seu controle direto na fase de apogeu, onde fundaram várias colônias.

As funções da Liga e sua existência são objeto de um longo e inconclusivo debate que vem desde o Renascimento. Em meados do século XX a crítica começou a reavaliar o tema, e atualmente em geral aceita-se sua existência, mas há muitos que permanecem céticos sobre seu estatuto jurídico ou político e suas reais funções; acredita-se agora que fosse um elo estabelecido mais pelo costume e interesses comuns do que por uma instituição formal, consolidando e celebrando periodicamente as crenças religiosas compartilhadas por todos os etruscos, e que o festival anual podia, ocasional mas não sistematicamente, ser palco de deliberações militares ou políticas. Ações políticas ou militares conjuntas entre os etruscos parecem ter sido raras e os laços entre as cidades fracos demais para poder formar-se uma federação cuja autoridade sobrepujasse os interesses dos membros individuais. As evidências histórico-arqueológicas mais confiáveis apontam para um povo fragmentado em núcleos regionais autônomos de interesses com frequência divergentes, e que com frequência estavam em aberto conflito entre si. É significativo que as cidades não foram capazes de se unir contra perigosos inimigos comuns, como os celtas e romanos, e acabaram vencidas completamente pelos romanos. Howard Scullard, um dos principais estudiosos do tema, resumiu a visão atual: "A força dos laços federais variou: as cidades claramente desenvolveram alguns sentimentos de unidade nacional e de fato em algumas ocasiões atuaram como uma Liga, mas as lealdades locais eram mais fortes. Assim, os etruscos falharam em estabelecer uma estrutura política integrada, inspirada na unidade de propósito, e este fracasso se provaria fatal quando entraram em conflito com os romanos, que em contraste haviam construído uma federação forte". Miriam Gillett, que em 2010 fez uma revisão da bibliografia, deixou uma interpretação alternativa: 
"O conceito de uma Liga Etrusca tem sido sempre intensamente debatido e é espantoso que ainda permaneça um enigma a forma como esses importantes povos itálicos se organizavam. Os primeiros acadêmicos basearam seu entendimento da Liga nas descrições dos autores antigos. Em tempos recentes os estudiosos têm sido mais cautelosos, estreitando sua definição de uma organização política e militar para uma liga religiosa, que ocasionalmente se unia para fins defensivos. Parece que a maioria dos historiadores modernos não se incomoda de desprezar o fato de que não existe nenhuma evidência etrusca de que seu povo se organizava numa Liga. [...] Muito do que sabemos deriva de literatura do século I a.C., que nos melhores casos é questionável, e de inscrições etruscas que mencionam títulos obscuros, cujo significado só podemos especular. [...] Fora da literatura, escrita séculos depois, não há evidências de uma Liga Pan-Etrusca. Mesmo se tentamos explorar mais fundo e usar as inscrições que registram as magistraturas etruscas, acabamos forçando as evidências para além dos seus limites. A única conclusão que podemos formar é que as cidades etruscas compartilhavam de alguns valores religiosos e que alguns povos etruscos algumas vezes, possivelmente uma vez por ano, se congregavam a fim de observar seus deveres religiosos comunalmente. [...] Contudo, as evidências são insuficientes para sustentar a ideia de uma união estruturada ou uma aliança formal. [...] Certamente coalizões de duração limitada se formaram para propósitos defensivos e comerciais, e talvez alguns líderes cívicos se reunissem para discutir situações políticas e militares, mas o conceito de uma liga abrangente que unisse todos os povos etruscos ao longo de séculos (como alegam as fontes antigas) força demais a pouca evidência existente".